# María Claudia Rojas
María Claudia Rojas Lasso (* in Cali, Valle del Cauca, Kolumbien) ist eine kolumbianische Juristin und seit dem 11. Mai 2017 Vorsitzende der Ermittlungskammer der FIFA-Ethikkommission. Sie war von Januar 2014 bis März 2015 als Präsidentin des Staatsrats von Kolumbien Richterin des obersten Verwaltungsgerichts des Landes. Sie ist Spezialistin in Bioethik und Expertin in Analyse und Konfliktlösung und graduierte im Fach Internationales Steuerrecht.

## Karriere
María Claudia Rojas schloss 1978 das Studium der Rechtswissenschaften an der Universidad San Buenaventura (USB) in Cali ab und spezialisierte sich 1996 auf Konfliktanalyse- und deren Lösung an der Universidad Militar Nueva Granada, sowie 2008 im Internationalen Steuerrecht an der Universidad Externado de Colombia in Kolumbien.
Rojas hat eine 25-jährige Berufserfahrung in der Judikative ihres Landes. Als Rechtsanwältin sammelte sie umfangreiche Expertise als Prozessanwältin, war Leiterin der Rechtsabteilung des Instituto de Seguros Sociales (ISS) in Cali, Leiterin der Verwaltung der Corporación Autonoma Regional del Valle del Cauca und Justizdirektorin bei Procomún. Rojas Lasso war Leiterin der Administration der Regionalen Autonomen Gesellschaft des Departamento Valle del Cauca und bis 2001 sieben Jahre Assessorin im Staatsrat in Bogotá, bevor sie dessen Präsidentin wurde. Rojas lehrte Verfassungsrecht an der USB in Cali und erklärt sich selbst zu einer „großen Verteidigerin der Umwelt“. Ihr berufliches Bestreben gilt der Wiederherstellung des Vertrauens der kolumbianischen Bevölkerung in die Justiz des Landes. Sie ist Anhängerin der Salsa-Musik und des Salsódromo in Cali. Ihr Vater starb, als sie 13 Jahre alt war. Sie ist Mutter von drei Söhnen.

### Schriften
Rojas schrieb mehrere Bücher, u. a. „Der Schutz gegen gerichtliche Entscheidungen in der Rechtsprechung des Verfassungsgerichts“ (La tutela contra providencias judiciales en la jurisprudencia de la Corte Constitucional), „Verfassungskontrolle in Kolumbien“ (Control Constitucional en Colombia) und „Legale Auswirkungen von Transsexualismus“ (Implicaciones Jurídicas del Transexualismo).
Rojas erhielt den ersten Preis eines Landeswettbewerbs, organisiert von der Asociación Nacional de Instituciones Financieras (ANIF), mit der Diplomarbeit „Die Überprüfung der Verfassung in Kolumbien“ (Del control constitucional en Colombia).
Rojas wurde am 11. Mai 2017 als Vorsitzende der Ermittlungskammer der FIFA-Ethikkommission auf dem FIFA-Kongress in Manama (Bahrain) als Nachfolgerin von Cornel Borbély zur Chefermittlerin gewählt.